# Symphonie no 32 de Mozart
Pour les articles homonymes, voir Symphonie no 32.
La Symphonie no 32 en sol majeur KV 318 est une symphonie du compositeur autrichien Wolfgang Amadeus Mozart. Datée du 26 avril 1779, alors que Mozart avait 23 ans, elle a été composée après son retour de Paris.
La partition autographe est actuellement déposée à la New York Public Library.

## Instrumentation
| Instrumentation de la symphonie no 32                                |
| Cordes                                                               |
| premiers violons, seconds violons, altos, violoncelles, contrebasses |
| Bois                                                                 |
| 2 flûtes, 2 hautbois, 2 bassons                                      |
| Cuivres                                                              |
| 2 cors en sol, 2 cors en ré 2 trompettes (clarini) en ut             |

## Structure
La symphonie comprend trois mouvements enchaînés :
1. Allegro spiritoso, en sol majeur, à , 109 mesures
2. Andante (enchaîné), en sol majeur, à 
, mesures 110-207
3. Primo Tempo (enchaîné), en sol majeur, à , mesures 208-274

Durée : environ 8 minutes

Introduction de l'Allegro spiritoso :
La lecture audio n'est pas prise en charge dans votre navigateur. Vous pouvez télécharger le fichier audio.
Introduction de l'Andante :
La lecture audio n'est pas prise en charge dans votre navigateur. Vous pouvez télécharger le fichier audio.
Introduction du Primo Tempo :
La lecture audio n'est pas prise en charge dans votre navigateur. Vous pouvez télécharger le fichier audio.